# Trăng xanh (tiểu thuyết)
Trăng Xanh (tựa gốc: Blue Moon) là tập thứ hai trong bộ truyện The Immortals của nữ tác giả Alyson Noël. Blue Moon đã lọt vào top những cuốn sách bán chạy nhất theo bình chọn của New York Times trong vòng 12 tuần, đến hết ngày 11 tháng 10 năm 2010. Sách đã được phát hành ở Việt Nam vào tháng 10 năm 2010 bởi Nhà Xuất Bản Trẻ.

## Nội dung
Ngay khi Ever vừa mới được người tình Damen dạy cho những bài học vỡ lòng về thế giới kỳ bí, ẩn chứa những sắc màu huyền hoặc của bóng đêm, vào lúc cô vừa mới học được cách khám phá những năng lực của một người bất tử, thì một điều gì đó thật kinh khủng cũng xảy đến với người yêu của cô. Năng lượng của Ever càng tăng lên, thì Damen cũng đồng thời trở nên nhợt nhạt... Một chứng bệnh bí ẩn xuất hiện, đe dọa trí nhớ, đe dọa nhân dạng, và cả cuộc sống của anh.
Liều lĩnh cứu người yêu, Ever đã tìm đến chiều không gian kỳ diệu của Khu vườn mùa hè, nơi cô khám phá được những bí mật về quá khứ của Damen - một quá khứ đau đớn kinh hoàng mà anh hi vọng có thể giữ kín. Không chỉ thế, Ever còn tìm ra được một tài liệu cổ xưa để biết cách biến chuyển cả thời gian, trở về quá khứ. Chọn được thời khắc Trăng Xanh, nhưng giờ đây, Ever lại bị đẩy vào một tình huống nan giải: Cô buộc phải chọn lựa giữa việc vặn ngược chiếc đồng hồ thời gian, trở về quá khứ để cứu gia đình của mình khỏi tai nạn bằng cách cảnh báo cho họ - hoặc ở lại với hiện tại và cứu Damen, người đang yếu đi từng giờ từng khắc, từng phút từng giây...

## Liên kết khác
- Trang web chính thức Lưu trữ ngày 29 tháng 4 năm 2012 tại Wayback Machine
- Trăng Xanh - Nhà Xuất Bản Trẻ Lưu trữ ngày 10 tháng 9 năm 2012 tại Wayback Machine